# اغرب (السبرة)

تعديل مصدري - تعديل

اغرب محلة تابعة لقرية ذوعسل، التابعة لعزلة عينان بمديرية السبرة إحدى مديريات محافظة إب في الجمهورية اليمنية.، بلغ تعداد سكانها 129 حسب تعداد اليمن لعام 2004.